# Берёзовые острова
Берёзовые острова́ — архипелаг в северо-восточной части Финского залива Балтийского моря. Административно относится к Выборгскому району Ленинградской области. Количество островов архипелага составляет более 50, а их площадь — более 64 км². Крупнейшие острова: Большой Берёзовый (24 км²), Западный Берёзовый (20 км²) и Северный Берёзовый (20 км²).
В средневековье на Большом Берёзовом был построен торговый город Бьёрке, который позже переместился на материк и сейчас является Приморском. Через архипелаг проходил торговый путь «из варяг в греки». Островами владела Новгородская республика, после подписания Ореховского мира в 1323 году они были переданы Швеции. По окончании Северной войны в 1721 году острова стали частью Российской империи, где они были известны под названиями Бьёркский архипелаг и Койвистовский архипелаг. Во время советско-финляндской войны 1939—1940 годов и советско-финской войны 1941—1944 годов на островах происходили боевые действия между СССР и Финляндией. После 1950 года поселения на островах были заброшены.

## Физико-географическая характеристика

### География и геология

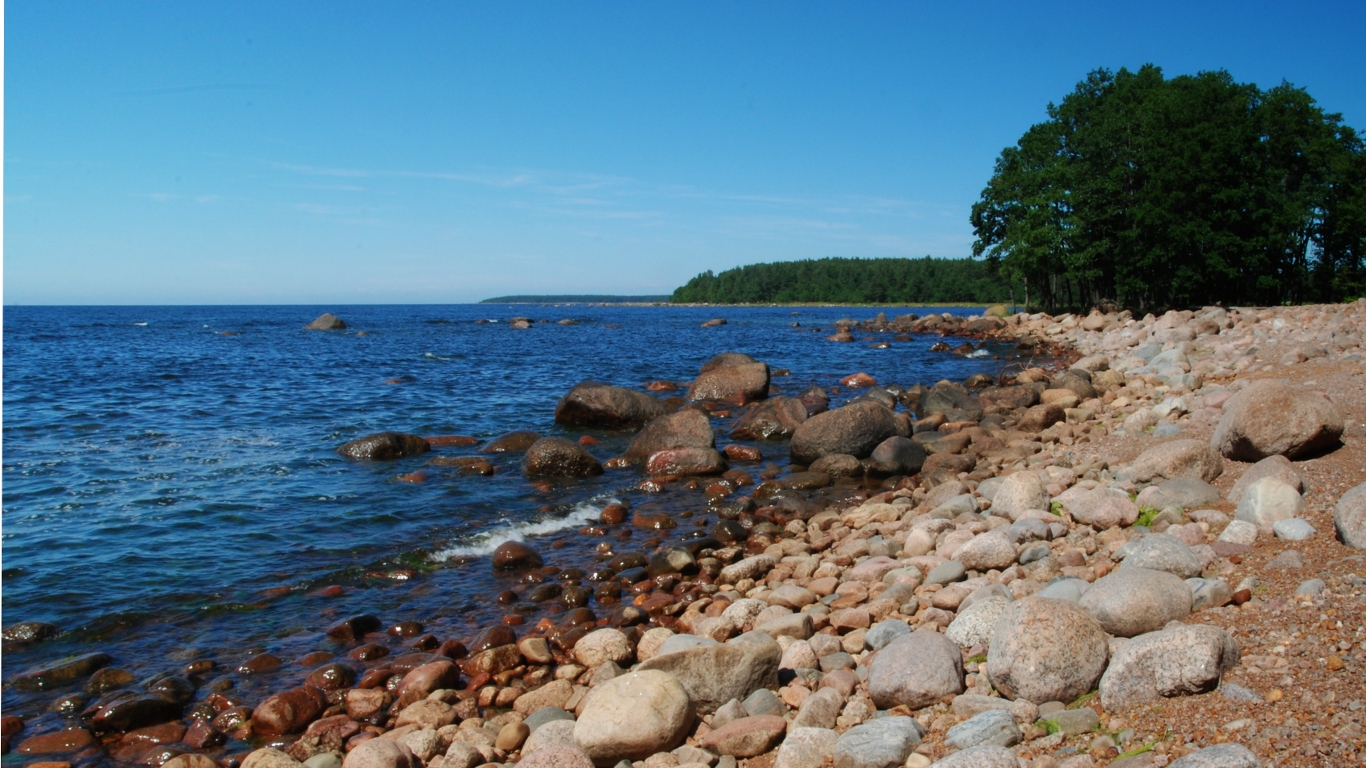
Валуны на берегу бухты Болотная, Большой Берёзовый

Берёзовые острова находятся на северо-востоке Финского залива, относящегося к акватории Балтийского моря. Архипелаг насчитывает больше 50 островов, однако только три из них имеют относительно крупную площадь: Большой Берёзовый (24 км²), Западный Берёзовый (20 км²) и Северный Берёзовый (20 км²), общая площадь которых составляет около 64 км². Площадь таких островов, как Равица, Большая Отмель, Цепной и Рондо, варьируется от 0,1 до 0,2 км². На таких островах есть лес и колонии птиц. Остальные малые острова являются небольшими каменистыми отмелями, площадь которых не превышает 0,01 км², однако она сильно колеблется, так как напрямую зависит от уровня моря. Проливом Бьёркезунда архипелаг отделён от материка. Приливы повышают уровень воды до 30 см, сгонно-нагонные явления — до 4 м, сейши — до 1,5 м. Сейши длятся от 23 до 26 часов. В воде, омывающей архипелаг, содержится 1—6 ‰ соли.
Среди водотоков на архипелаге присутствуют только ручьи длиной не более несколько километров, истоками которых являются торфяники. В летний период бо́льшая часть ручьёв пересыхает. До 1950-х годов у ручьёв были финские названия, однако после переименований водотоки остались без названий. По большей части среди пресных водоёмов на архипелаге встречаются лагунные озёра небольшой глубины и болота всех типов: низинные, переходные и верховые. В центральной части Большого Берёзового находится зарастающее озеро Званка глубиной 1—2 м.
Рельеф архипелага сформировался около 10—12 тысяч лет назад во время последней ледниковой эпохи. Морены пересекают внутренние возвышенности островов. На островах имеются озы, камы и дюны, ближе к побережьям встречаются россыпи валунов. Побережья имеют каменистые мысы, песчаные берега, дюны, крупные валуны, заливы и бухты. Литораль песчаная и илистая. На Большом Берёзовом находится наивысшая точка архипелага — гора Приморская, высотой 43,7 м. Все острова, кроме Рондо, сложены отложениями четверичного периода, в составе которых преобладают пески и суглинки. Рондо сложен гранитом Балтийского щита.
На побережьях островов встречается маршевые слоисто-глеевые почвы, на прибрежных дюнах и валах — эмбриональные. На территориях с песчаными отложениями распространены иллювиально-железистые слабо-, средне- и сильноподзолистые почвы. В низменных участках встречаются подзолистые иллювиально-гумусово-железистые почвы, а около болот — подзолистые иллювиально-железисто-гумусовые. На плоских возвышенностях отсутствуют почвы, однако на тех местах, где растут лишайники, образуются органо-литогенные почвы малой мощности. Подбуры оподзоленные и подбуры встречаются под пологом лесов из сосны, глеевые и торфянисто-торфяно-подзолистые глееватые почвы — под пологом лесов из берёзы. На Малом Берёзовом распространены бурые почвы и отсутствуют подзолистые. Торфянисто-перегнойно-оглеенные супесчаные почвы встречаются под пологом широколиственных лесов острова.

### Климат
Климат Берёзовых островов мягкий, умеренно континентальный. Для летнего периода характерна неустойчивая и изменчивая погода с сильными ветрами, частая смена воздушных масс и бризы. Дневной бриз сильнее ночного. Осенний период дождливый с сильными ветрами, однако среднемесячные температуры на 1—2 °С выше материковых. Ледовой период длится 150 дней. Ледостав начинается в последней трети ноября. В январе—феврале пролив Бьёркезунд полностью замерзает. Среднемесячные температуры зимних месяцев на 1—1,5 °С выше материковых. Для первой половины зимы характерны колеблющаяся циклоническая погода с небольшой облачностью, туманы и частое выпадение атмосферных осадков. Снежный покров лежит 135 дней. До конца мая встречаются весенние заморозки. В весенний период меньше осадков, по сравнению с зимним. Безморозный период в воздухе длится 143 дня, в почве — 135.
В году около 170 дней имеют температуру выше 5 °С, 117 — выше 10 °С. Среднемесячные температуры января и июля составляют −9 °С и 18 °С соответственно. Абсолютный минимум — −38 °С в феврале, абсолютный максимум — 32 °С в июле. Годовое количество осадков варьируется от 700 до 800 мм, в период с июня по декабрь — от 45 до 100 мм, в другие месяцы — от 20 до 45 мм. В среднем в месяц скорость ветра составляет 3—8 м/с. Среднее многолетнее количество дней со скоростью ветра более 15 м/с составляет 16. Наивысшая скорость ветра — 24 м/с. В период с сентября по февраль влажность воздуха составляет более 80 %, наивысшее значение в декабре — 87 %.

## Флора, микофлора и фауна

### Флора
Берёзовые острова относятся к зоне южной тайги. Лесом покрыты крупные и некоторые малые острова. На архипелаге доминируют хвойные леса. Чаще всего встречается сосновый лес, однако на Северном Берёзовом — преимущественно еловый. Среди лиственных лесов распространён берёзовый, чуть реже встречается чёрноольховый, очень редко — осиновый и сероольховый. Широколиственные леса широко распространены на Малом Берёзовом, где они представлены дубом черешчатым, клёном остролистным, ясенем обыкновенным и липой сердцевидной, и встречаются в южной части Северного Берёзового, где они представлены дубом.
На лугах растут астровые (клевер, чина, герань, щавель, василёк луговой, колокольчик и др.) и злаки (ежа, лисохвост, мятлик и др.). На верховых болотах и в их окраинах произрастают болотные кустарнички, осока, сфагнум бурый, Sphagnum inundatum, Sphagnum denticulatum, восковница обыкновенная, пушица, хамедафне, багульник, голубика, низкорослая сосна, реже встречаются морошка и берёза карликовая. На низинных болотах произрастают осоковые, злаки, вербейник, лабазник (таволга), сабельник и калужница. Приморская растительность представлена тростником, клубнекамышом морским, камышом Табернемонтана, рдестом и ежеголовником. На песчаных берегах растут овсяница песчаная и дюнная, вейник, колосняк, полынь полевая, морской горошек, морская горчица, пижма. На водоёмах и водотоках произрастают кубышка, кувшинка белая, тростник, ряска, осока, камыш, реже клубнекамыш. Около заброшенных поселений и домов растут яблони, вишни, крыжовник, смородина, спиреи и розы. В районе упразднённого посёлка Красный Остров сорная растительность представлена лопухом, полынью горькой, одуванчиками, бодяком, крапивой, капустными и др..
На островах произрастает 644 вида сосудистых растений, из которых 28 занесены в Красную книгу Ленинградской области, а 2 (полушник колючеспоровый и озёрный) — в Красные книги России и Ленинградской области.

### Микофлора
Согласно данным исследований 2001—2005 годов, проводившихся Е. С. Поповым, О. В. Морозовой и В. М. Котковой, на архипелаге произрастал 141 вид дискомицетов, из которых 57 являлись уникальными для Ленинградской области. Следующие 12 видов являлись уникальными для микофлоры России: глеотиния ситниковая, лахнум желтовато-белый, отидея бородавчатая, ниптера серовато-чёрная псилахнум кассандры, рутстремия Хенингса, рутстремия герцинская, трихофеопсис четырёхспоровый, эхинула звездчатая, гиалосцифа болотная, цибориопсис тонконогий и Moellerodiscus tenuistipes. Самыми распространёнными видами были виды семейства гиалосцифовые. Доля этого семейства в видовом составе дискомицетов архипелага составляла 34 %.

### Фауна
На островах обитают лоси, лисицы, зайцы-беляки, белки, норки, кроты, во время стояния льда на море заходят волки и кабаны, интродуцирована ондатра. Среди грызунов встречаются полёвки и землеройки, среди пресмыкающихся — обыкновенный уж, обыкновенная гадюка и живородящая ящерица, среди земноводных — обыкновенная жаба и травяная лягушка. Согласно данным, приведённых В. М. Храбрым в 2017 году, орнитофауна архипелага состояла из 155 видов, из которых 118 были гнездящиеся. 3 вида (малый лебедь, орлан-белохвост и скопа) занесены в Красную книгу России. Из 58 видов воробьиных архипелага широко распространены были камышовка-барсучок, пеночка-весничка, пеночка-трещотка и зяблик. На малых островах, песчаных отмелях, каменистых грядах, заросших и заболоченных бухтах были распространены чайки и крачки. Доминирующим видом являлась озёрная чайка.
В 1976 году архипелаг вошёл в состав заказника «Выборгский», а затем — в состав заказника «Берёзовые острова» площадью 536,16 км², учреждённого 25 декабря 1996 года.

## История
В средневековье через архипелаг проходил торговый путь «из варяг в греки». В этот период времени на острове Большой Берёзовый находился торговый город Бьёрке (либо Бьёрко), вследствие чего остров получил такое же название. Город принадлежал Новгородской республике, о чём свидетельствует мирный договор 1269 года между Новгородом и Готландом: «Когда купцы немецкие или готские прибудут в Бьёрко во владения новгородского князя, они окажутся под миром и защитой князя и новгородцев». Во время второго крестового похода епископ Туомас посетил Северный Берёзовый, вследствие чего остров получил название «Пийспансаари» (фин. Piispansaari — «Епископский остров»), которое позже трансформировалось в «Пийсаари» (фин. Piissaari ).
После заключение Ореховского мира между Новгородом и Швецией в 1323 году часть Карельского перешейка, включая Берёзовые острова, перешла к Швеции. С XIV по XV век на островах основывались поселения, заселённые рыбаками, матросами и мореходами: на острове Пийсаари располагались четыре деревни: Алватти (фин. Alvatti) на западе, Кескисаари (фин. Keskisaari) на востоке, Киурлахти (фин. Kiurlahti) и Соукка (фин. Soukka) на юге; на острове Тиуринсаари (фин. Tiurinsaari) три деревни: Тиуринсаари (фин. Tiurinsaaren), также известная как Йоутсимиес (фин. Joutsimiehen), Ванхакюля (фин. Vanhakyla) и Партиала (фин. Partiala); на Койвусаари (фин. Koivusaari), также известным как Койвисто (фин. Koiviston saari ), пять деревень: Эйстиля (фин. Eistila), Ингертиля (фин. Ingertila), Яаккола (фин. Jaakkola) на северо-западе, Патала (фин. Patala) и Сааренпяа (фин. Saarenpää) на юге.
После 1720-х годов население островов стало перебираться на материк. По окончании Северной войны в 1721 году Берёзовые острова перешли к Российской империи, где они носили два названия: Койвистовский архипелаг и Бъёркский архипелаг. В сентябре 1888 года в деревне Эйстиля был создан Островной школьный округ и основана школа. В 1902 году в деревне Ванхакюля была основана старшая школа. В 1905 году Николай II со своими двумя дочерями охотился на островах. В июле того же года у острова Равица между Российской и Германской империями был подписан Бьёркский договор.
Берёзовые острова на картах

Во время Первой мировой войны армейское командование Российской империи решило установить на Пийсаари 2-х орудийную батарею для защиты пролива Бьёркезунда, однако её строительство не было закончено. В 1918 году архипелаг стал территорией Королевства Финляндия. В течение 1921 года на острове Тиуринсаари действовал карантинный лагерь беженцев из Кронштадта, в котором содержалось около 2300 человек. В 1930-х годах в Ванхакюля была основана младшая школа, а на Пийсаари был сделан причал, а также для безопасности населения действовали четыре спасательных станции: Оллинпяа, Пиенхиекка, Линнасаари и Пяатинки. В этот период времени население деревень Тиуринсаари и Корвеала входило в подчинение морского финского шюцкора. В 1937 году была прекращена работа в школе в Киурлахти из-за недостатка учащихся. В 1938 году Министерство Обороны Финляндии построило на Пийсаари бетонную башню, на которой располагался пост морского наблюдения.

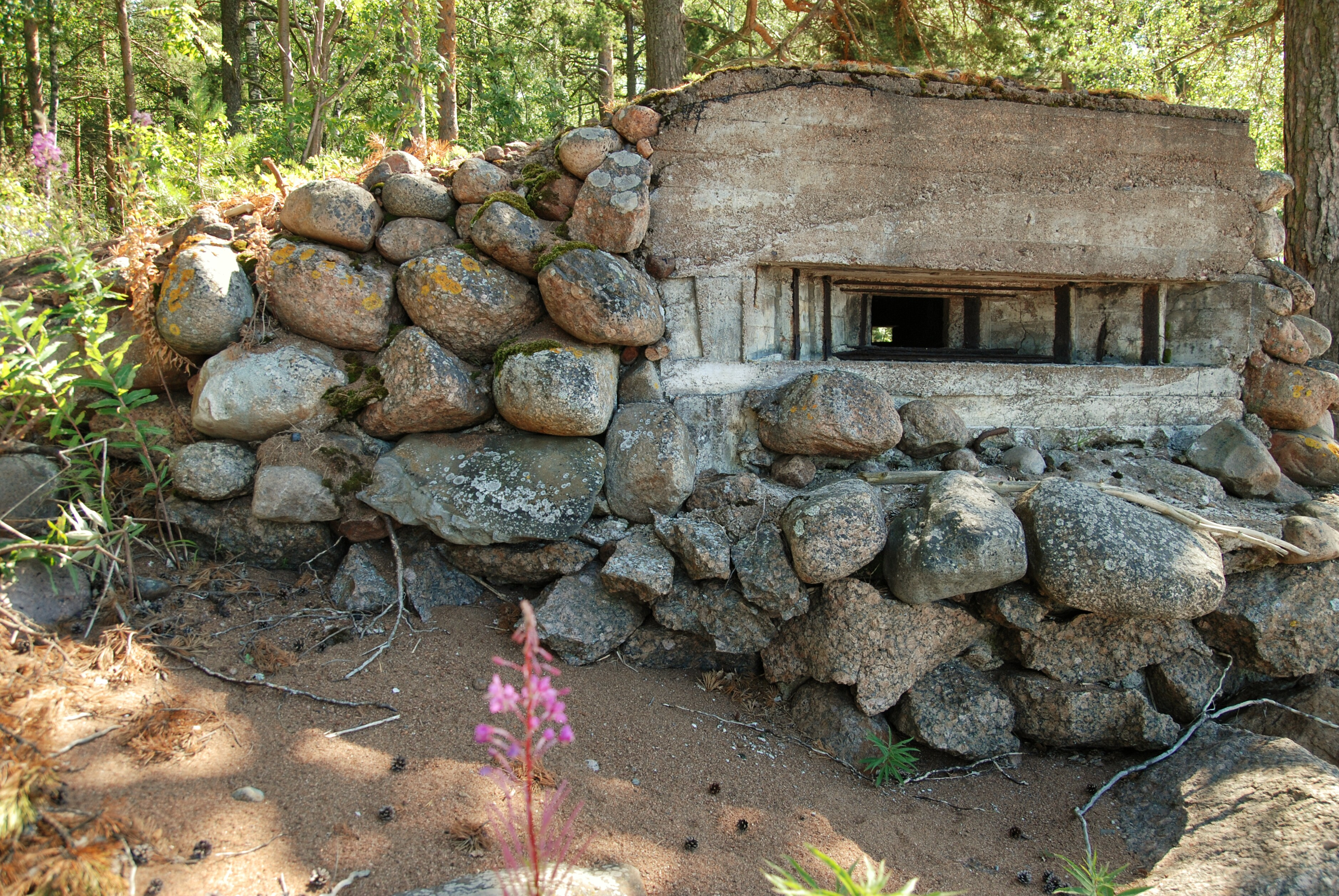
Финский ДОТ за бухтой Болотная на западном берегу Большого Берёзового

Во время советско-финляндской войны 1939—1940 годов на архипелаге происходили боевые действия между СССР и Финляндией, вследствие чего бо́льшая часть населения островов покинула их. 22 февраля 1940 года 70-я стрелковая дивизия захватила финский плацдарм на Пийсаари, вследствие чего всё население острова эвакуировалось. После этого финские войска контратаковали остров, однако затем получили приказ отступить. 23 февраля весь архипелаг был занят Красной армией. Весной того же года на острове Тиуринсаари разместились советские воинские подразделения, а летом на Пийсаари были установлены батареи.
После окончания войны в деревню Ванхакюля приехали переселенцы из Смоленской области, организовавшие колхоз имени Кирова, который просуществовал до 1941 года. 1 августа 1940 года был образован Бьёркский поссовет Койвистовского района Ленинградской области, заселённый переселенцами из Псковской области, в состав которого вошли деревни Патала, Хютти, Эйстиля и Сааренпяа (последняя являлась административным центром) на острове Койвусаари. На территории поссовета находились 2 рыболовецких колхоза: имени Жданова и «Красный Остров». Поссовет просуществовал до августа 1941 года. В период с 1942 по 1944 год Ванхакюля заселили финны.
Во время советско-финской войны 1941—1944 годов на островах снова происходили боевые действия между СССР и Финляндией. 21 июня 1944 года на Пийсаари высадился десант из бойцов 260-й отдельной бригады морской пехоты. 22 июня весь личный состав 260-й бригады, состоящий из приблизительно 1500 человек, был доставлен на остров на бронекатерах и тендерах. 23 июня остров был полностью захвачен десантом. Во время боевых действий на архипелаге были полностью уничтожены деревни Киурлахти и Соукка. В послевоенное время в деревне Тиуринсаари была построена учебная база Макаровского училища, а сама деревня переименована в «Северная». 24 июня 1944 года был утверждён Исполнительный Комитет Койвистовского райсовета Ленинградской области. При нём был сформирован Переселенческий отдел. На архипелаг прибывали переселенцы из Саратовской, Вологодской и Смоленской областей. 20 сентября того же года возобновил работу исполком Бьёркского поссовета. Колхозы имени Жданова и «Красный Остров» в 1950 году были объединены в один колхоз имени Жданова. В это же время были объединены деревни Эйстиля и Ингертиля под общим названием «Петровская».
В 1945 году деревню Ванхакюля заселили советские переселенцы. В 1948 году некоторые деревни архипелага были переименованы: Алватти и Кескисаари были объединены под общим названием «Средний Остров», затем новая деревня была переименована в «Средняя», а потом в «Вепрево»; Ванхакюля была переименована в «Старая Деревня», а затем в «Клюквенная»; Патала в «Печерская»; Сааренпяа в «Красный Остров». В 1950 году архипелаг получил своё современное название. В дальнейшие годы все поселения на островах были заброшены: Вепрево в 1950-е года, Петровская в 1980-е.